# Władysław Marian Jakowicki
Władysław Maria Jakowicki (ur. 7 września?/19 września 1885 w Witebsku, zm. po 1940 w ZSRR) – podpułkownik lekarz Wojska Polskiego, oficer I Brygady Legionów Polskich, profesor Uniwersytetu Stefana Batorego w Wilnie, kawaler Orderu Virtuti Militari.

## Życiorys
Urodził się 19 września 1885 w Witebsku, ówczesnej stolicy guberni witebskiej, w rodzinie Pawła i Katarzyny z Sipałłów. W 1903 ukończył gimnazjum klasyczne w Witebsku. Następnie przez trzy lata studiował medycynę na Uniwersytecie Moskiewskim. Po rewolucji 1905 roku przeniósł się do Lwowa, gdzie na Uniwersytecie Lwowskim w 1910 uzyskał dyplom lekarza. W później nostryfikował dyplom na Uniwersytecie Kijowskim. Od zakończenia studiów do czasu wybuchu wojny był asystentem w klinice położniczo-ginekologicznej Uniwersytetu Lwowskiego.
Po wybuchu wojny zaciągnął się do oddziału Józefa Piłsudskiego. Od końca grudnia był lekarzem I baonu 1 pułku piechoty Legionów Polskich. 26 stycznia 1915 objął stanowisko naczelnego lekarza 1 pułku piechoty. Funkcję tę pełnił do 25 kwietnia 1917. 25 października 1915 został mianowany porucznikiem lekarzem, a 1 listopada 1916 kapitana lekarza. Z 1 pułkiem przeszedł całą drogę bojową.
Po kryzysie przysięgowym zwolniono go z Legionów, powrócił wówczas do Lwowa na dawne stanowisko. Gdy Polska odzyskała niepodległość, wstąpił do Wojska Polskiego. W grudniu 1918 mianowano go ordynatorem oddziału chirurgicznego Szpitala Wojskowego w Chełmie. 24 czerwca 1920 został zatwierdzony z dniem 1 kwietnia 1920 w stopniu podpułkownika, w Korpusie Lekarskim, w grupie oficerów byłych Legionów Polskich. 18 marca 1921 roku, na podstawie wniosku reklamacyjnego, zwolniono prof. Jakowickiego z czynnej służby i zaliczono go do rezerwy armii. 8 stycznia 1924 został zatwierdzony w stopniu podpułkownika ze starszeństwem z 1 czerwca 1919 i 40. lokatą w korpusie oficerów rezerwy sanitarnych, grupa lekarzy. Posiadał wówczas przydział w rezerwie do 9 Batalionu Sanitarnego w Siedlcach. W pozostawał w ewidencji Powiatowej Komendy Uzupełnień Wilno Miasto. Posiadał przydział w rezerwie do Kadry Zapasowej 3 Szpitala Okręgowego.
W latach 1920–1924 pracował w klinice położnictwa Uniwersytetu Warszawskiego jako adiunkt. W 1923 uzyskał habilitację. Z dniem 1 października 1925 objął katedrę położnictwa i ginekologii Uniwersytetu Stefana Batorego. Wkrótce został profesorem nadzwyczajnym i kierownikiem kliniki. W latach 1929–1930 był dziekanem wydziału lekarskiego, a w latach 1936–1937 - rektorem Uniwersytetu.
Po wybuchu II wojny światowej i zajęciu Wilna przez Sowietów prof. Jakowickiego z końcem września (mniej więcej 25.) 1939 aresztowano i wywieziono do ZSRR. Przebywał w więzieniu w Mińsku, skazany na 10 lat. Prawdopodobnie w więzieniu, około 1940–1942 roku, zmarł; dokładna data i miejsce jego śmierci pozostają nieznane.
Władysław Jakowicki należał do wielu towarzystw naukowych - m.in. do Lwowskiego Towarzystwa Lekarskiego, Warszawskiego Towarzystwa Lekarskiego, Wileńskiego Towarzystwa Lekarskiego; w towarzystwach tych pełnił wiele funkcji z funkcjami prezesów włącznie. Współredagował „Ginekologię Polską” (1924–1925), napisał również wiele prac naukowych. 

## Ordery i odznaczenia
- Krzyż Srebrny Orderu Wojskowego Virtuti Militari nr 7062 (17 maja 1922)[9]
- Krzyż Komandorski Orderu Odrodzenia Polski (27 listopada 1929)[10]
- Krzyż Niepodległości (4 lutego 1932)[11]
- Krzyż Walecznych (dwukrotnie)[1]